# 渡邉孝男 (野球)
渡邉 孝男（わたなべ たかお、1974年2月28日 - ）は、北海道出身の元プロ野球選手（捕手）。右投右打。西武時代の登録名は渡辺 孝男（読み同じ）。

## 来歴・人物
新琴似西小学校で野球を始める。札幌篠路高では投手も務め、3年夏は支部大会の札幌東豊高戦ではノーヒットノーランを達成。
1991年のプロ野球ドラフト会議で西武ライオンズから7位指名を受け入団。
強肩捕手として期待され、入団2年目の1993年に二軍で正捕手となり、一軍デビューも果たすが、伊東勤・植田幸弘らの壁は厚く、9年間の在籍で一軍出場は4試合にとどまり、2000年に戦力外通告を受ける。
2001年シーズンから、地元の札幌市に拠点を置く社会人野球のサンワード貿易に入団。主軸を任され、2002年の都市対抗野球では4番を打ち、本塁打を記録するなどチーム初のベスト8入りに大きく貢献した。
2002年オフ、日本ハムファイターズへの入団が決まる。同年にプロアマ間の取り決めにより、社会人野球で2年以上プレーした元プロ野球選手は自由契約選手同様の扱いでプロ野球に復帰できることとされており、渡邉がその第1号となった（参照：柳川事件）。
日本ハムでは在籍2シーズンで一軍出場は果たせず、2004年オフに2度目の戦力外通告を受けた。
2005年から、社会人野球の沖縄電力でプレーする。2007年シーズン途中、平良幸一監督の退任と時を同じくして、自身も現役を引退した。
2011年3月、柔道整復師の資格を取得。同年10月から札幌で機能訓練士、整骨院院長として活動している。
2007年4月1日、日本ハム-西武戦において、日本ハム稲田直人がプロ一軍初のファーストスタメンとして出場した際、過去に渡邉に貰ったファーストミットを用いて出場した。幸い、守備も無事にこなし、ヒットも打ったデビューをアシストした形となった。

## 詳細情報

### 年度別打撃成績
| 年 度     | 球 団     | 試 合 | 打 席 | 打 数 | 得 点 | 安 打 | 二 塁 打 | 三 塁 打 | 本 塁 打 | 塁 打 | 打 点 | 盗 塁 | 盗 塁 死 | 犠 打 | 犠 飛 | 四 球 | 敬 遠 | 死 球 | 三 振 | 併 殺 打 | 打 率 | 出 塁 率 | 長 打 率 | O P S |
| --------- | --------- | ----- | ----- | ----- | ----- | ----- | -------- | -------- | -------- | ----- | ----- | ----- | -------- | ----- | ----- | ----- | ----- | ----- | ----- | -------- | ----- | -------- | -------- | ----- |
| 1993      | 西武      | 1     | 0     | 0     | 0     | 0     | 0        | 0        | 0        | 0     | 0     | 0     | 0        | 0     | 0     | 0     | 0     | 0     | 0     | 0        | ----  | ----     | ----     | ----  |
| 1994      | 西武      | 2     | 0     | 0     | 0     | 0     | 0        | 0        | 0        | 0     | 0     | 0     | 0        | 0     | 0     | 0     | 0     | 0     | 0     | 0        | ----  | ----     | ----     | ----  |
| 1996      | 西武      | 1     | 0     | 0     | 0     | 0     | 0        | 0        | 0        | 0     | 0     | 0     | 0        | 0     | 0     | 0     | 0     | 0     | 0     | 0        | ----  | ----     | ----     | ----  |
| 通算：3年 | 通算：3年 | 4     | 0     | 0     | 0     | 0     | 0        | 0        | 0        | 0     | 0     | 0     | 0        | 0     | 0     | 0     | 0     | 0     | 0     | 0        | ----  | ----     | ----     | ----  |

### 年度別守備成績
| 年 度 | 捕手 | 捕手   | 捕手   | 捕手   | 捕手   |
| 年 度 | 試合 | 企図数 | 許盗塁 | 盗塁刺 | 阻止率 |
| ----- | ---- | ------ | ------ | ------ | ------ |
| 1993  | 1    | 0      | 0      | 0      | ---    |
| 1994  | 2    | 0      | 0      | 0      | .000   |
| 1996  | 1    | 0      | 0      | 0      | .000   |
| 通算  | 4    | 0      | 0      | 0      | .000   |

### 記録
- 初出場：1993年10月17日、対近鉄バファローズ26回戦（西武球場）、垣内哲也に代わり捕手として出場

### 背番号
- 62 （1992年 - 2000年）
- 33 （2003年 - 2004年）

### 登録名
- 渡辺 孝男 （わたなべ たかお、1992年 - 2000年）
- 渡邉 孝男 （わたなべ たかお、2003年 - 2004年）

## 参考資料
- 「道新スポーツ」2003年6月12日